# Call to Power 2
Call to Power 2 – gra komputerowa z rodziny gier Cywilizacja, pochodząca jednak od innych twórców niż oryginalna seria.
Gracz prowadzi wybrane plemię od epoki kamienia po daleką wizję nowoczesności:
- dokonuje odkryć
- zakłada nowe miasta
- walczy z wrogimi armiami złożonymi do 12 jednostek
- ostrzeliwuje pozycje wroga artylerią
- bierze niewolników
- zakłada placówki handlowe w obcych miastach

Ponadto gracz ma możliwość wyboru system rządów, zmiany ustawień społeczno-ekonomicznych, budowy cudów świata i prowadzenia dyplomacji.